# Cinema Picarol
El cine Picarol fue una sala de exhibición cinematográfica inaugurada el 24 de septiembre de 1911 a Badalona. Ubicado en el centro de la Plaza de la Vila, ha sido un referente dentro de la industria cinematográfica catalana desde su apertura hasta su cierre el 2009. El teatro fue una de las primeras salas catalanas que proyectó cine sonoro y acogió espectáculos de circo, concursos de baile y asambleas entre otros acontecimientos.

## Historia
El año 1911 Bernat Binvé y Boter construyeron un teatro en el terreno de Pare Mártir Soler, situado cerca de la calle del Mar en el barrio del Centro en Badalona. Este teatro fue inaugurado como cine y cambió su nombre en 1924 en conmemoración al autor catalán Àngel Guimerà, denominándose Teatre Guimerà. Años más tarde, en 1939 recuperó su nombre original hasta que alrededor de los años 60, el antiguo edificio fue derribado para construir un lujoso cine que recibirá el nombre de Picarol 1 y Picarol 2. En el año 1994 se convierte en un multicine de 5 salas.
Fue una sala de teatro que funcionó como cine durante la mayor parte del tiempo, pero también acogió espectáculos de circo, concursos de baile, conciertos y asambleas. En 2008, la compañía encargada de gestionar el cine cerró el local y finalmente, en 2009, dos años antes del centenario, las salas de cine fueron instaladas a la periferia de la ciudad, dentro del centro comercial Màgic Badalona.

### La llegada del cine sonoro
La introducción de las películas sonoras en las salas de cine catalanas tuvo varios inconvenientes por el idioma y las dificultades técnicas derivadas de la carencia de equipamiento. El sábado 3 de marzo de 1928, el cine sonoro llega por primera vez a Badalona con una muestra de varios largometrajes a lo largo de dos días en el Teatre Guimerà. Se utilizó el sistema Phonofilm del norteamericano Lee de Forest, en el que la imagen y el sonido eran grabados en la misma película y el acontecimiento fue anunciado cómo “la maravilla de siglo XX”. No tuvo mucho éxito por el carácter rudimentario y, tanto el Teatro Zorrilla cómo el Teatre Guimerà continuaron proyectando cine mudo combinado con acontecimientos puntuales en vivo.
El público de Badalona tenía que ir a Barcelona o al cine Goya de Sant Adrià para disfrutar del cine sonoro, pero es destacable el estreno de El Cantor de jazz el 5 de octubre de 1929 en Badalona. Los espectadores solo pudieron sentir la parte musical y no los diálogos de la obra debido a las carencias técnicas y por este motivo la película pasó desapercibida por la ciudad. Dos años después, el cine sonoro se instaló en Badalona de forma estable, con un primer estreno en el Teatro Victoria.

### Actualidad
En el mismo local donde estaba situado el cine Picarol, la empresa Metropolitan inauguró en 2016 un gimnasio de 6000 m². La inversión fue de aproximadamente 5 millones de euros para ofrecer a los usuarios tres salas con actividades dirigidas y una zona con una piscina visible desde las diferentes salas.